# 隆扎克
隆扎克（法語：Lonzac，法語發音：[lɔ̃zak]）是法国滨海夏朗德省的一个市镇，位于该省东部偏南，属于容扎克区。

## 地理
隆扎克（45°35'44"N, 0°23'35"W）面积6.24 平方千米，位于法国新阿基坦大区滨海夏朗德省，该省份为法国西部滨海省份，北起旺代省，西临大西洋，南至吉倫特省，东南接多爾多涅省，东北接德塞夫勒省接壤，东临夏朗德省。
与隆扎克接壤的市镇（或旧市镇、城区）包括：塞勒、库隆日、埃什布吕讷、雅纳克香槟、内河畔圣马夏尔。

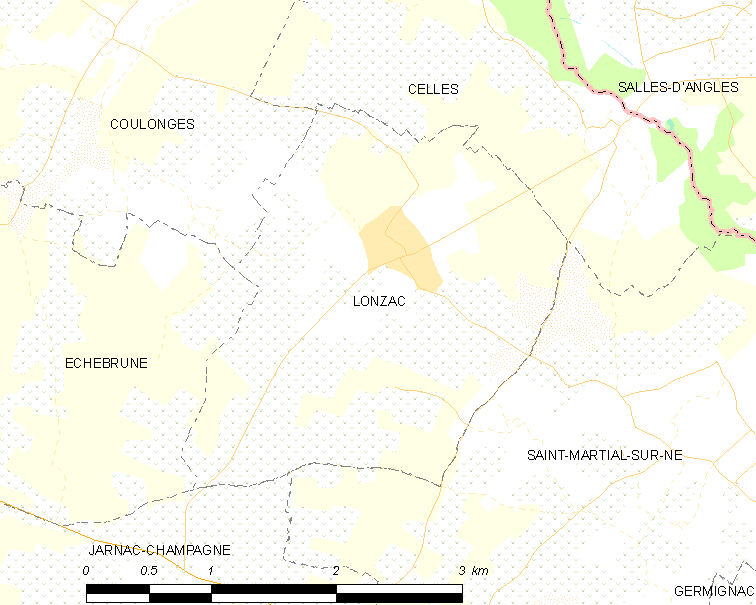
隆扎克的OSM定位图

隆扎克的时区为UTC+01:00、UTC+02:00（夏令时）。

## 行政
隆扎克的邮政编码为17520，INSEE市镇编码为17209。

## 政治
隆扎克所属的省级选区为容扎克县。

## 人口

1962-2008年间隆扎克人口变化图示

隆扎克于2022年1月1日时的人口数量为268人。